# Согласие (компания)
«Согла́сие» — одна из системообразующих российских страховых компаний, стабильно входит в топ-10 страховых компаний России. Полное название: Общество с ограниченной ответственностью «Страховая компания „Согласие“». Головной офис расположен в Москве.
Компания имеет лицензии Банка России на основные виды страхования и перестрахования: СИ № 1307 (добровольное имущественное страхование), СЛ № 1307 (добровольное личное страхование, за исключением добровольного страхования жизни), ОС № 1307-03 (обязательное страхование гражданской ответственности владельцев транспортных средств), ОС № 1307-04 (обязательное страхование гражданской ответственности владельца опасного объекта за причинение вреда в результате аварии на опасном объекте, ОС № 1307-05 (обязательное страхование гражданской ответственности перевозчика за причинение при перевозках вреда жизни, здоровью, имуществу пассажиров), ПС № 1307 (перестрахование) (все выданы 25 мая 2015).

## История
Страховая компания «Согласие» была основана в 1993 году для страховой защиты холдинга «Интеррос». Вскоре был открыт первый филиал в Новосибирске. Компания присутствует во всех федеральных округах страны: — у «Согласия» порядка[сколько?] 350 офисов.
2011 год ознаменовался присоединением к группе «ОНЭКСИМ». Через два года компания вошла в число основных участников страхового рынка, а два года спустя была признана системно значимой.
С 2016 года «Согласие» развивается в соответствии со стратегией прибыльного роста.

## Деятельность
«Согласие» является одной из крупнейших негосударственных страховых компаний в топ-10 на рынке рискового страхования.
По итогам 2018 года премия «Согласия» составила 29,9 млрд руб., выплаты — 16,6 млрд руб.
В 2018 году страховая компания «Согласие» заключила 2,4 млн договоров страхования. Чистая прибыль компании выросла в 1,8 раза по сравнению с 2017 годом и достигла 3,2 млрд руб.
Рентабельность капитала по чистой прибыли в 2018 году была равна 55 %.

### Рейтинговые оценки
В 2002 году рейтинговое агентство «Эксперт РА» компании «Согласие» рейтинговую оценку A+. На этом уровне оценка подтверждалась 10 лет, в 2012 году повышена до А++. На новом уровне оценка подтверждалась по 2015 год, в 2026 заменена на А(III), в 2017 — на ruBBB. В 2018 году оценка повышена до ruBBB+ (подтверждена в 2019 и 2020 годах), в 2020 году повышена до ruA-, в 2021 до ruA+, в 2023 до ruAA-, в 2025 до ruAA со стабильным прогнозом.